# Tart - Sesso, droga e... college
Tart - Sesso, droga e... college (Tart) è un film del 2001 diretto da Christina Wayne.

## Trama
Cat è una ragazza che frequenta una delle più esclusive scuole di New York. Lei e la sua amica Delilah sono emarginate dal gruppo dei ragazzi più popolari, tra questi c'è William, un giovane rampollo di cui Cat è innamorata.
Un giorno Delilah viene espulsa dalla scuola e Cat diventa amica di Grace, una delle ragazze che fanno parte del gruppo dei popolari, che la fa entrare nel suo gruppo. Tutto sembra andare bene ma presto Cat si accorgerà che non è tutto come sembra.